# 파르두비체 공항

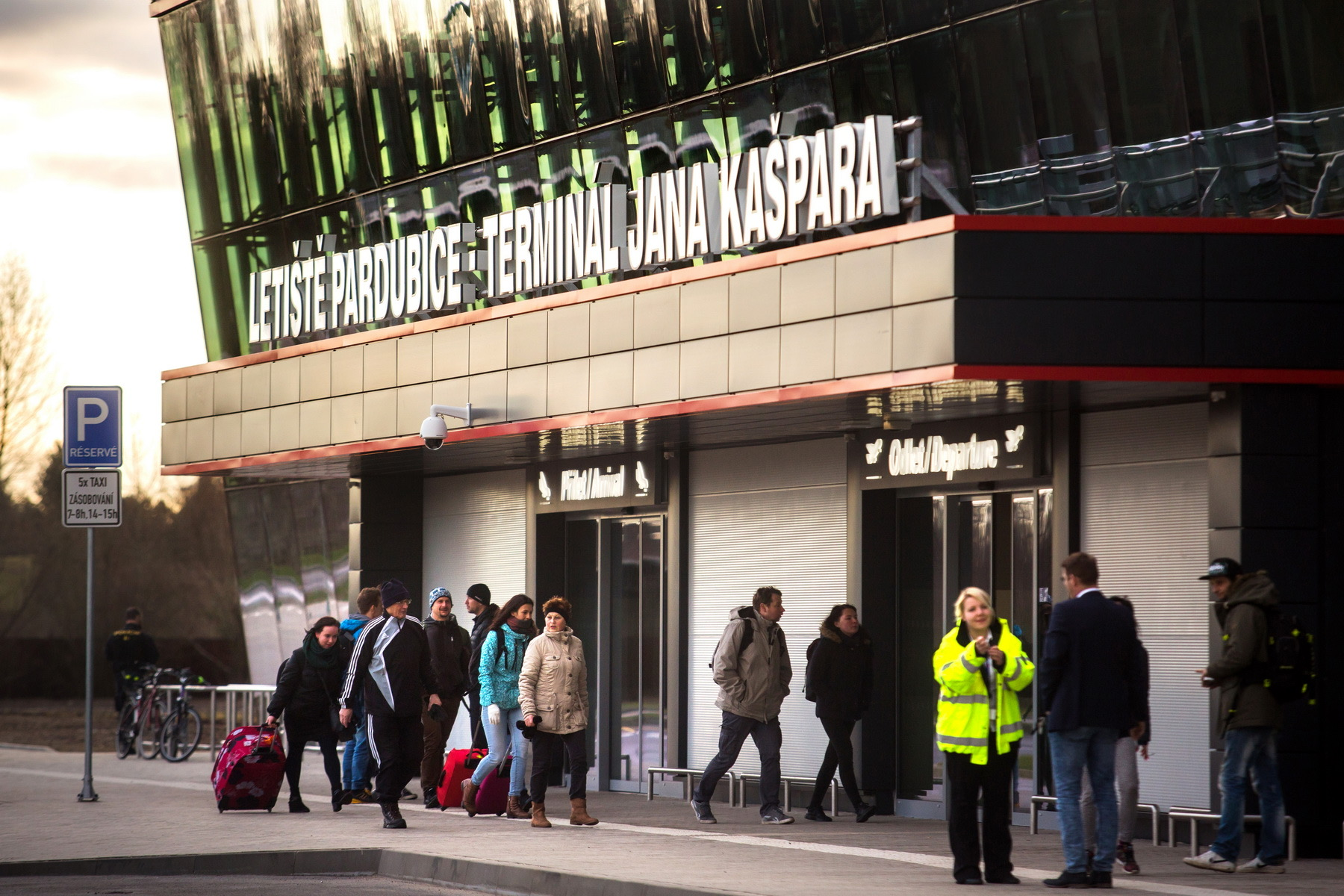
파르두비체 공항

파르두비체 공항(IATA: PED, ICAO: LKPD, 체코어: Letiště Pardubice)은 체코 파르두비체주 파르두비체에 있는 민간공항이자 군사공항이다.
체코에서 다섯 번째로 분주한 공항이다.